# Musée Ralli (Marbella)
Le musée Ralli de Marbella est un des cinq musées Ralli qui existent dans le monde et l'unique se trouvant en Europe. Situé à Marbella, il a été inauguré en 2000 par ses fondateurs, Harry et Martine Recanati, et héberge une des collections les plus importantes d'art latino-américain d'Europe.
Il héberge une collection d'art contemporain latino-américain et européen, et compte dix salles d'expositions. Sa collection comporte une forte représentation d'artistes et d'œuvres surréalistes des deux continents, traduisant le goût et la prédilection de ses fondateurs pour ce mouvement.
Les œuvres exposées, issues des mouvements artistiques contemporains, ont été choisies pour leurs qualités artistiques, indépendamment de la renommée de leurs auteurs ou de leur valeur marchande. Le principal objectif du musée est de faire en sorte que le visiteur puisse profiter des œuvres exposées en toute liberté et intimité.

## Les musées Ralli
Les musées Ralli appartiennent à une institution privée à but non lucratif dont l'objectif principal est de diffuser l'art contemporain latino-américain et européen.
Il existe cinq Musées Ralli dans le monde: le premier a été fondé à Punta del Este (Uruguay) en 1987, le deuxième à Santiago (Chili) en 1992, le troisième à Caesarea (Israël) en 1993, le quatrième en Marbella (l'Espagne) en 2000, et un cinquième musée encore à Caesarea en 2007.
L'entrée est libre et gratuite pour tous. Le visiteur peut profiter des œuvres en toute intimité et ainsi former sa propre impression loin de toute influence.

### Autres musées Ralli
- Musée Ralli, Punta del Este (Uruguay)

Le Musée Ralli de Punta del Este, inauguré en 1988, est situé dans le centre du quartier résidentiel de Beverly Hills. Il possède un parc arboré où l'architecture et la nature se fusionnent dans un environnement unique. Dessiné par les architectes uruguayens Marita Casciani et Manuel Quinteiro, le musée alterne de grandes salles d'exposition avec des cours intérieures  d’une grande beauté où reposent des sculptures en bronze et en marbre, créant un environnement magique qui séduit ses visiteurs.
- Musée Ralli, Santiago (Chili)

Le Musée Ralli de Santiago a ouvert ses portes en 1992, étant ainsi le deuxième musée Ralli dans le monde. Situé dans la commune de Vitacura, il est entouré de splendides jardins. Ce musée compte 16 salles d'exposition qui hébergent une importante collection d'art latino-americain, unique dans le pays, avec des artistes d'Argentine, du Pérou, du Brésil, de Colombie, d'Uruguay, du Mexique, du Honduras et de Cuba, entre autres. Il possède également une intéressante collection d’artistes tels que Dali, Chagall et Calder, qui impressionnent par leurs gravures et sculptures, ainsi qu’une collection classique, composée de peintures datant des XVe et XVIIIe siècles.
- Musée Ralli I, Caesarea (Israël)

Construit en 1993, il est dans un style colonial espagnol qui s'intègre parfaitement avec le paysage pastoral de Caesarea. Le musée comprend cinq salles et des cours de forme octogonale avec des fontaines au centre. Le dallage en terre cuite rouge et les cadres avec des lattes en bois et les carreaux blancs ornés d’une feuille de trèfle bleu ont été conçus en Uruguay spécialement pour ce musée. Il a été conçu en profitant des conditions de lumière et de climat du pays et grâce à cela il dispose d’un éclairage naturel provenant des grandes fenêtres ouvertes vers les cours intérieures. À l’étage niveau supérieur se trouve un grand espace accueillant des sculptures avec vue sur la mer, d’où l’on peut voir à l’horizon les arcs de l’aqueduc romain.
- Musée Ralli 2, Caesarea (Israël)

Ce deuxième musée de la ville de Caesarea a été construit en 2007 et commémore le grand âge d’or du judaïsme espagnol. De style architectural mauresque espagnol, il comporte en son centre une grande cour où est érigée une fontaine avec douze lions, réplique de celle du Palais de l'Alhambra de Grenade. Selon les historiens, ce motif est originaire du palais du Roi David à Jérusalem. La source est entourée de statues de marbre de Maimonide, Ibn Gabirol, Jehuda Haleví et Spinoza. Le bâtiment, de quatre étages, expose des tableaux avec des thèmes bibliques créés par des artistes européens du XVIe au XVIIIe siècle.

### Histoire et fondation des musées Ralli
Harry et Martine Recanati, les fondateurs et mécènes des musées Ralli, ont consacré une grande partie de leur vie à promouvoir et à soutenir l’art et les artistes qu’ils soient débutants ou reconnus.
Jeune homme, Harry Recanati achète sa première œuvre d’art en 1952 et commence ainsi une collection d’œuvres d’artistes européens des XVIe, XVIIe et XVIIIe siècles. Quelques années plus tard, au côté de son épouse Martine, ils continueront d’acheter des œuvres pour leur collection privée. Cependant, la ligne artistique de cette collection prend un tournant radical et inclut désormais l’œuvre d’artistes contemporains.   
Cette nouvelle facette de la collection privée s’étendra non seulement à l’œuvre d’artistes européens, mais aussi à celle d’artistes d’autres continents qu’ils connaissent grâce à leurs voyages d’affaires fréquents et à leur dévouement inlassable pour l’art. Ils feront la découverte de l’art local au cours de leurs nombreuses visites en Amérique latine et resteront impressionnés par la qualité, la tempérance et les couleurs. Cette nouvelle passion récemment découverte pour l’art de ce continent finit par devenir le noyau de leur collection, les œuvres d’artistes latino-américains étant depuis lors en plus grand nombre.

#### La réalisation d’un rêve
Dans les années 80, Harry Recanati cesse ses activités dans le secteur bancaire. Ils décident ensemble de faire ce qui les rend réellement heureux et poursuivent un rêve : offrir leur collection d’art gratuitement à toute personne qui souhaite la contempler. C’est pourquoi ils créent jusqu’à cinq musées dans différents pays du monde qu’ils baptiseront les musées Ralli. La collection privée passe alors à porter le même nom, la Collection Ralli. Elle hérite ce nom d’une des agences bancaires que dirigeait Harry Recanati, la Ralli Brothers Ltd.  
La Fondation Harry Recanati est fondée en l’an 2000. Cette fondation à but non lucratif a pour mission promouvoir et diffuser l’art contemporain latino-américain et européen à travers leur collection et la mettre au service du monde entier de manière gratuite.
Martine Recanati décède en 2005 et, six ans plus tard seulement, Harry Recanati meurt à l’âge de 92 ans.

## La collection Ralli
La collection du Musée Ralli se distingue par ses œuvres de style surréaliste. Elle comprend de grandes références de ce mouvement sur le nouveau continent comme Roberto Matta, Wilfredo Lam, Carlos Revilla, Luis Sifuentes, Rodolfo Opazo ou Gerardo Chávez. Quant à l’œuvre européenne, ce même courant occupe une place significative dans la collection avec la présence de figures comme Giorgio de Chirico, Salvador Dalí, Man Ray, André Masson ou Joán Miró
À côté de ce mouvement, la collection du Musée Ralli compte d’autres mouvements d'avant-garde comme le Cubisme, l'Art abstrait, le Réalisme magique, la Nouvelle figuration ou l'Art informel, avec des représentants des deux continents, et des mouvements propres à l'art latino-américain comme l'École mexicaine, les Artistes du terroir, le Mouvement Spartacus ou l'École du Sud.

### La collection Ralli à Marbella
L'exposition permanente du Musée Ralli est composée d'œuvres les plus remarquables de la peinture contemporaine d'Amérique Latine. Elle se distingue par la présence d'auteurs argentins comme Alicia Carletti, Carlos Carmona, Jorge Ortigueira, Víctor Quiroga, Antonio Seguí, Julio Silva et Carlos Alonso. L’exposition est complété par des représentants d’autres pays dont Wifredo Lam (Cuba), Carlos Mérida (Guatemala), Rufino Tamayo et Francisco Toledo (Mexique), ou encore Herman Braun-Vega (Pérou), pour n'en citer que quelques uns.
À travers les salles qui composent l’exposition permanente du Musée Ralli de Marbella, le but n’est autre que présenter au visiteur la grande variété de création que l'on retrouve sur un continent aussi multiculturel et étendu que celui-ci. À travers elle, nous voyons comment certains artistes ont assimilé les langages avant-gardistes européens, en s’intégrant même aux mouvements existant de ce côté du monde, ou en les intériorisant et en les adaptant pour créer leur propre style. Dans d'autres œuvres nous voyons la négation de tous ceux-ci, la recherche et la réaffirmation de leurs origines et de leurs propres langages. Les cinq œuvres clés de la collection Ralli à Marbella sont Caronte d'Ernesto Deira, La familia informal d'Herman Braun-Vega, La casa del vicio de José Luis Cuevas, La duquesa de Tenniel d'Alicia Carletti et Sœur de la gazelle de Wifredo Lam.
Outre l'art latino-américain, le musée Ralli expose des œuvres d'artistes européens tels que Giorgio de Chirico, Salvador Dalí, Joán Miró, Marc Chagall  ou Sonia Delaunay. Tout au long de cette exposition, distribuée en trois salles, s'intercalent les œuvres d'artistes latino-américains dans lesquelles on dénote une  influence spéciale de l'art européen. Á côté de cette sélection d'œuvres picturales et graphiques nous trouvons des sculptures de Mario Aguirre (Mexique), Víctor Quiroga (Argentine), Salvador Dalí et Eduardo Soriano (Espagne) qui accompagnent le visiteur dans ce voyage à travers l'art.